# Peter Joseph Aloys Eder
Peter Joseph Aloys Eder (* 2. Mai 1792 in Wetzlar; † 16. Juni 1867 in Frankfurt am Main) war ein deutscher Jurist und Politiker der Freien Stadt Frankfurt.
Peter Joseph Aloys Eder war ein Sohn des Reichskammergerichtssekretärs Gotthold Eder. Er begann seine juristische Laufbahn in Frankfurt am Main als Aktuar beim Rechneiamt und war von 1816 bis 1841 als Konsulent (Rechtsberater) und Protokollführer der Handelskammer Frankfurt am Main tätig. Von 1842 bis 1855 war er als Senator und von 1855 bis 1856 als Schöff Mitglied im Senat der Freien Stadt Frankfurt. Das Organische Gesetz führte zu einer Trennung der Rechtsprechung von der Verwaltung in Frankfurt. Er wechselte daher 1857 aus dem Magistrat als Appellationsgerichtsrat an das Appellationsgericht Frankfurt am Main.
Er gehörte dem Gesetzgebenden Körper 1823 bis 1844 an. 1829 bis 1832 war er Vizepräsident des Gesetzgebenden Körpers.